# Leandro & Leonardo Vol. 8
Leandro & Leonardo Vol. 8 é um álbum de estúdio da dupla sertaneja Leandro & Leonardo, lançado em 1994. Assim como seus álbuns anteriores, foi produzido por César Augusto.
A faixa "Cavaleiro do Asfalto" é uma homenagem ao piloto Ayrton Senna, morto naquele ano.
A faixa "Índia" possui inserção de trechos da versão interpretada pela dupla sertaneja Cascatinha & Inhana, extraída do LP "Show Índia - Teatro Alfredo Mesquita São Paulo Março 1978" .

## Faixas[4]
| N.º | Título                        | Compositor(es)                                                       | Duração |  |
| 1.  | "Mulher Brasileira"           | César Augusto / Piska                                                | 3:31    |  |
| 2.  | "Não Sei Mais Dormir Sozinho" | Jason Sodré                                                          | 3:45    |  |
| 3.  | "25 Horas por Dia"            | João Gabriel                                                         | 4:13    |  |
| 4.  | "Saudades Dela"               | Alessandro                                                           | 3:16    |  |
| 5.  | "Dor de Amor Não Tem Jeito"   | César Augusto / Piska                                                | 4:16    |  |
| 6.  | "Índia"                       | José Assunción Flores / Manuel Ortiz Guerrero (versão: José Fortuna) | 3:51    |  |
| 7.  | "Diga Pra Mim (Philosopher)"  | Papini / Schwartz (versão: Mazola)                                   | 3:37    |  |
| 8.  | "Casa Separa"                 | José Fernandes                                                       | 2:57    |  |
| 9.  | "Cavaleiro do Asfalto"        | José Pereira / João Gabriel                                          | 3:23    |  |
| 10. | "Brigar Com Ele"              | Jairo Góes                                                           | 3:31    |  |
| 11. | "Dodói de Amor"               | José Fernandes                                                       | 2:37    |  |
| 12. | "Separados"                   | Leandro / Alessandro                                                 | 3:15    |  |
| 13. | "Achei uma Louca"             | César Augusto / César Rossini                                        | 3:12    |  |

## Certificações
| Brasil (Pro-Música Brasil)                | 2× Platina | 1996 | 500.000* |
| *número de vendas baseado na certificação |            |      |          |